# فاتسر
فاتسر (Fazerin sininen) شرکت صنایع غذایی فنلاندی است، که در سال ۱۸۹۱ توسط کارل فاتسر تأسیس شد.